# Bażanowice
Bażanowice (cz. Bažanovice, niem. Bazanowitz) – wieś sołecka w Polsce położona w województwie śląskim, w powiecie cieszyńskim, w gminie Goleszów. Powierzchnia sołectwa wynosi 381 ha, a liczba ludności 1161, co daje gęstość zaludnienia równą 304,7 os./km².

## Położenie
Miejscowość położona jest na Pogórzu Śląskim, nad potokiem Bobrówką (Padonią), prawym dopływem Olzy, w historycznym regionie Śląska Cieszyńskiego. Na zachodzie sąsiaduje z Cieszynem (Gułdowy), na północy z Ogrodzoną, na wschodzie z Goleszowem, na południu z Dzięgielowem. Przez miejscowość przebiega droga powiatowa i linia kolejowa z Cieszyna do Goleszowa.

## Historia
Bażanowice wzmiankowane były po raz pierwszy w 1523 jako Bazanowicze. W urbarzu cieszyńskim z 1577 widnieje jako wieś książęca, z kolei w urbarzu z 1621 znajduje się informacja iż książę Fryderyk Wilhelm podarował ją w całości Maksymilianowi Precklowi, swemu ochmistrzowi. Po wojnie trzydziestoletniej Bażanowice stały się własnością rodu Saint Genois d'Anneaucourt, którzy w końcu XVIII w. odsprzedali je księciu sasko-cieszyńskiemu Albertowi, który włączył ją do Komory Cieszyńskiej. Mieściła się tu również administracja klucza.
1 czerwca 1888 roku został otwarty szlak kolejowy austro-węgierskiej Kolei Miast Morawsko-Śląskich poprowadzonej z Bielska do Kojetina. W miejscowości zlokalizowano przystanek kolejowy.
Według austriackiego spisu ludności z 1900 w 61 budynkach w Bażanowicach na obszarze 382 hektarów mieszkało 488 osób, co dawało gęstość zaludnienia równą 127,7 os./km². z tego 154 (31,6%) mieszkańców było katolikami, 329 (67,4%) ewangelikami a 5 (1%) wyznawcami judaizmu, 467 (95,7%) było polsko- a 15 (3,1%) niemieckojęzycznymi. Do 1910 roku liczba budynków wzrosła do 65 a mieszkańców do 522, z czego 516 zameldowanych było na stałe, 135 (25,9%) było katolikami, 381 (73%) ewangelikami, 6 (1,1%) żydami, 489 (93,7%) polsko- a 27 (5,2%) niemieckojęzycznymi.
Po zakończeniu I wojny światowej tereny, na których leży miejscowość - Śląsk Cieszyński stał się punktem sporu pomiędzy Polską i Czechosłowacją. W 1918 roku na bazie Straży Obywatelskiej miejscowi Polacy utworzyli lokalny oddział Milicji Polskiej Śląska Cieszyńskiego pod dowództwem ob. Niemca, który podlegał organizacyjnie  1 kompanii w Cieszynie.
W 1922 majątek przekazany został cieszyńskiej Państwowej Wyższej Szkole Gospodarstwa Wiejskiego. W 1933 w XIX-wiecznych zabudowaniach gospodarczych byłej Komory Cieszyńskiej uruchomiła ona (z inicjatywy dra Tadeusza Rylskiego) eksperymentalną serowarnię, która podjęła prace nad wyrobem miejscowego sera typu ementalskiego. Po przeniesieniu PWSGW w 1950 do Olsztyna, powstał tu Zakład Doświadczalny Serowarstwa PAN.
W Bażanowicach urodził się Paweł Stalmach – czołowy polski działacz społeczny i narodowy Śląska Cieszyńskiego.

## Zabytki i inne obiekty godne uwagi
- Według Narodowego Instytutu Dziedzictwa, w miejscowości znajdują się dwa obiekty zabytkowe[12] – dawny folwark z przełomu XVIII i XIX wieku (jedyny budynek wchodzący w skład dawnego folwarku - tzw. „obora”, oraz piętrowy budynek mieszkalny - tzw. „zamek”, obora z 1839 roku, dwa budynki gospodarcze z 2 poł. XIX wieku i ogród. - oba budynki należą do Polskiego Stowarzyszenia na Rzecz Osób z Upośledzeniem Umysłowym Koło w Cieszynie[13].
- Przy drodze późnobarokowa, kamienna figura św. Jana Nepomucena z 1770.
- Współczesną architekturę prezentuje kościół ewangelicki z 1981 projektu Stanisława Kwaśniewicza i Karola Gasia. Przeszklony pawilon, wzniesiony na planie nieregularnego sześcioboku, jest okryty segmentowym dachem i posiada przystawioną wysmukłą dzwonnicę.
- Pomnik przyrody „Dąb szypułkowy”[14] - egzemplarz dębu szypułkowego koło gajówki Bielowice, wysokość 16 m, obwód w pierśnicy 521 cm[15].
- Pomnik przyrody „Miłorząb japoński”[16] - egzemplarz miłorzębu dwuklapowego w ogrodzie przy ul. Zamkowej, wysokość 21 m, obwód w pierśnicy 437 cm[17].

## Turystyka
Przez miejscowość przechodzą trasy rowerowe:
- czarna okrężna trasa rowerowa „Śladami Stroju Cieszyńskiego” (40 km)
- zielona trasa rowerowa nr 13 - Ustroń - Jastrzębie-Zdrój - Rybnik (82 km)

## Przemysł
Na terenie Bażanowic znajduje się fabryka Pearl Stream oraz siedziba i hala produkcyjna firmy Mirometr, zajmującej się produkcją wodomierzy i systemami zdalnego odczytu, tzw. licznikami. Nowa hala działa w Bażanowicach od 16 sierpnia 2011 roku. Poprzednio firma znajdowała się na terenie byłego STW, w Cieszynie-Gułdowach przy ul. Harcerskiej. Od stycznia 2013 roku firma zatrudnia nieco ponad 200 osób.

## Religia
Na terenie wsi działalność duszpasterską prowadzi filia parafii w Cieszynie Kościoła Ewangelicko-Augsburskiego. We wsi znajduje się również siedziba niezależnej społeczności chrześcijańskiej powstałej na bazie nauk Williama Branhama.

## Komunikacja
Przez Bażanowice do 30 czerwca 2012 kursowały autobusy PKS w Cieszynie Sp. z o.o. w kierunku Cieszyna, Ustronia, Wisły, Jaworzynki i Koniakowa oraz obecnie autobusy prywatnego przewoźnika WISPOL na trasie do Cieszyna, Jaworzynki, Koniakowa, Ustronia, Wisły, Wisły Czarne, Wisły Malinki i w weekendy do Szczyrku na Salmopol. Przez wieś kursują również autobusy firmy TRANSKOM Skoczów sp. z o.o. na trasie Cieszyn - Ustroń Lipowiec Remiza.

## Galeria

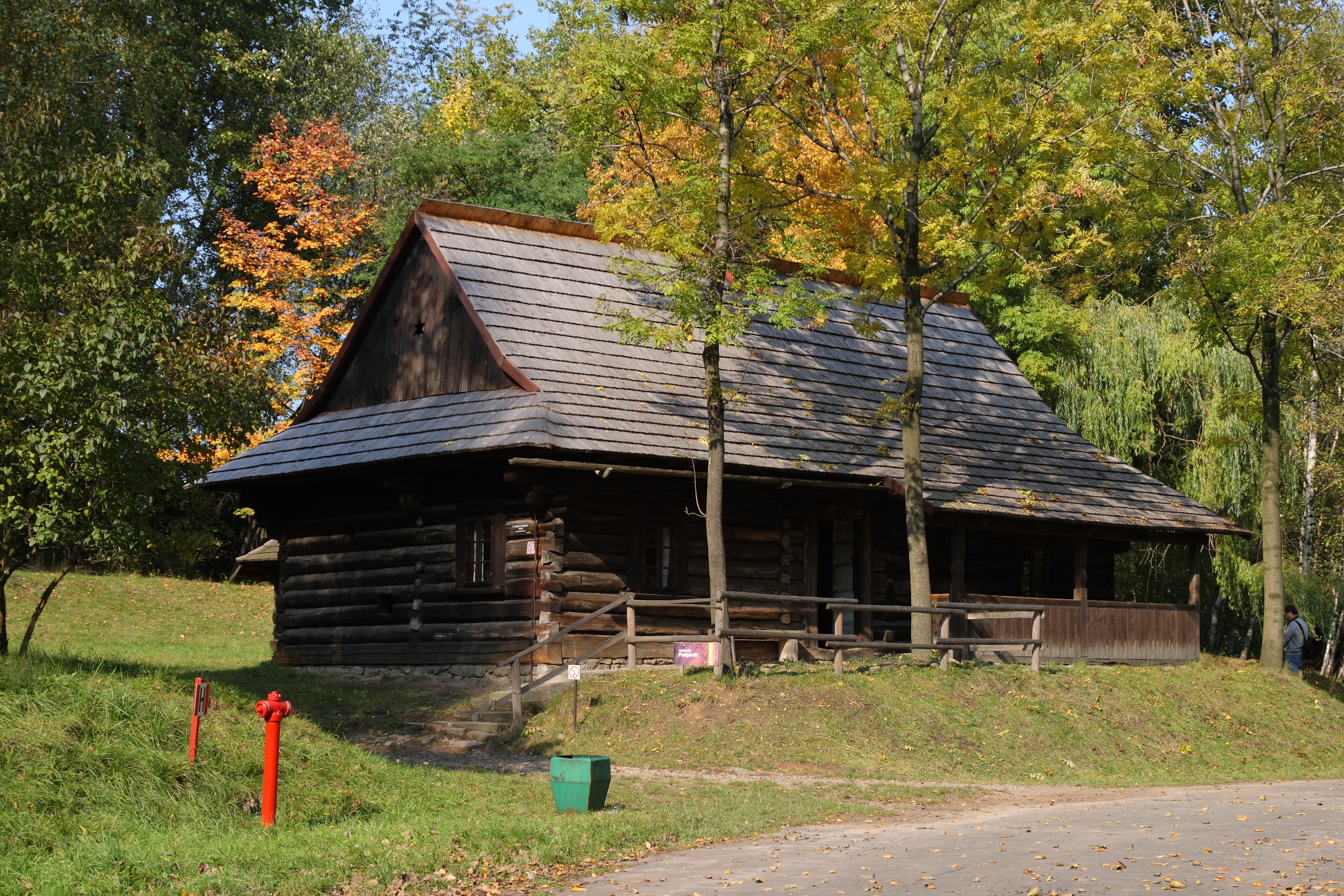
Chałupa z Bażanowic (1872 r.) znajdująca się w Górnośląskim Parku Etnograficznym w Chorzowie
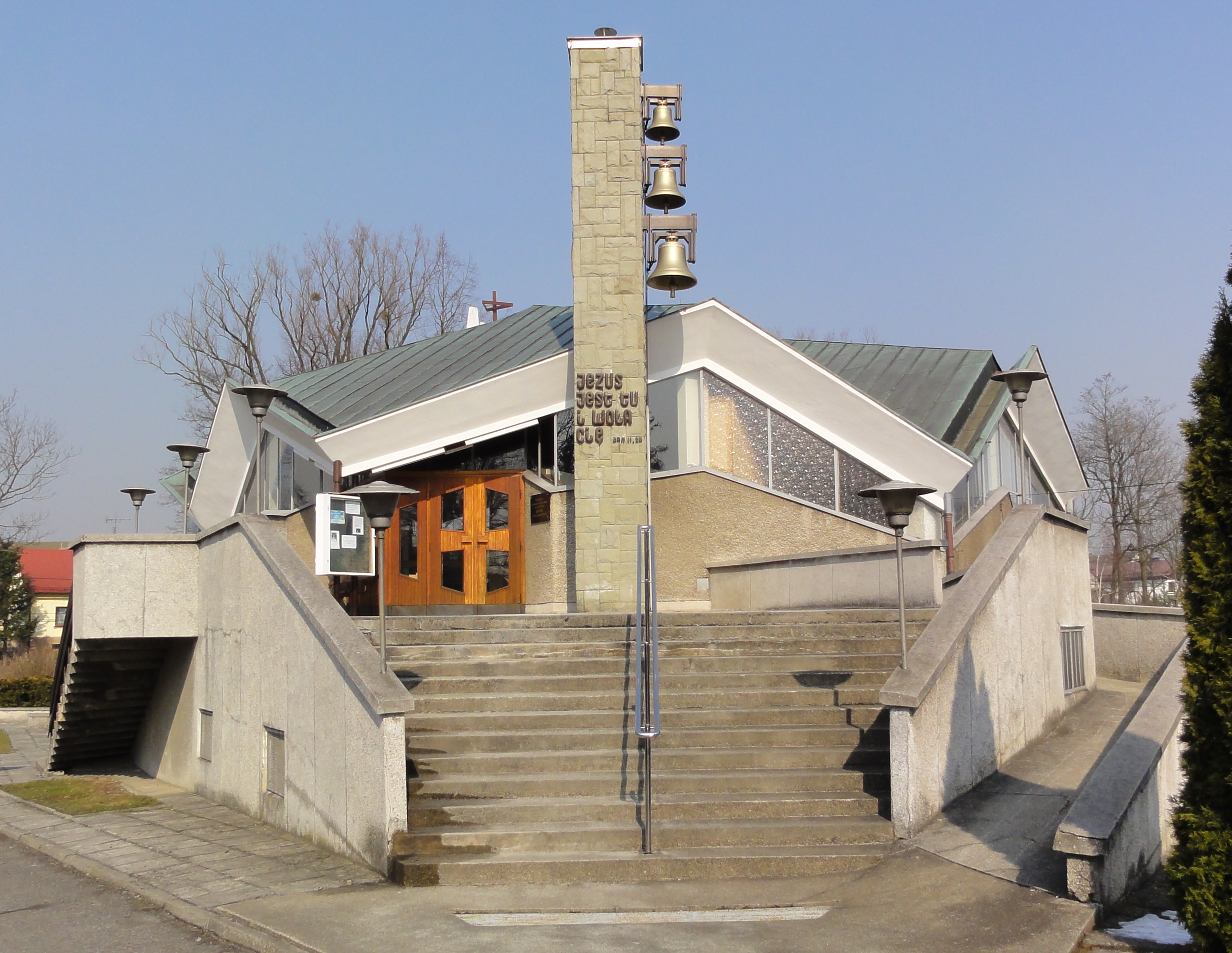
Kościół ewangelicki
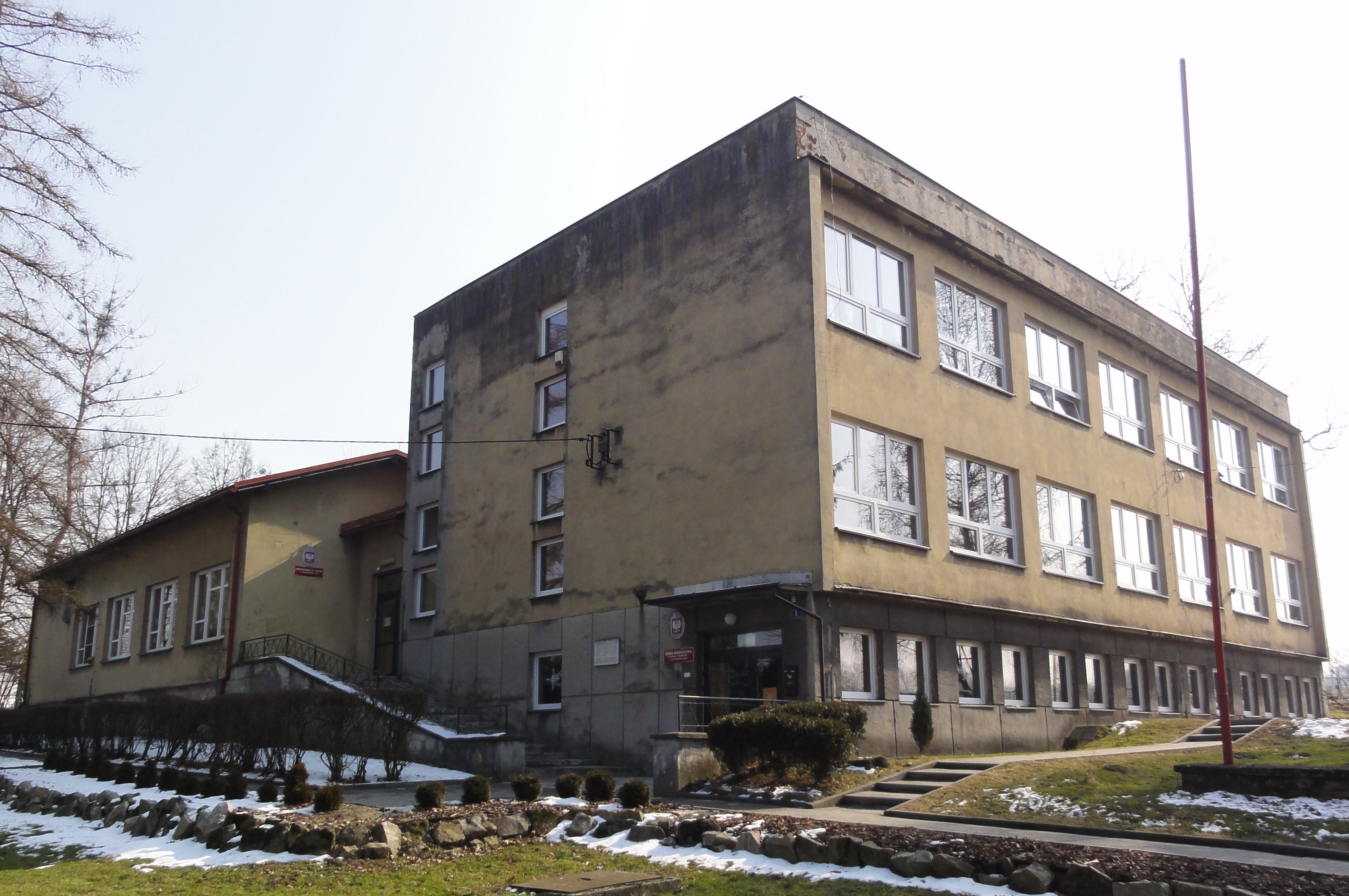
Szkoła Podstawowa im. Pawła Stalmacha
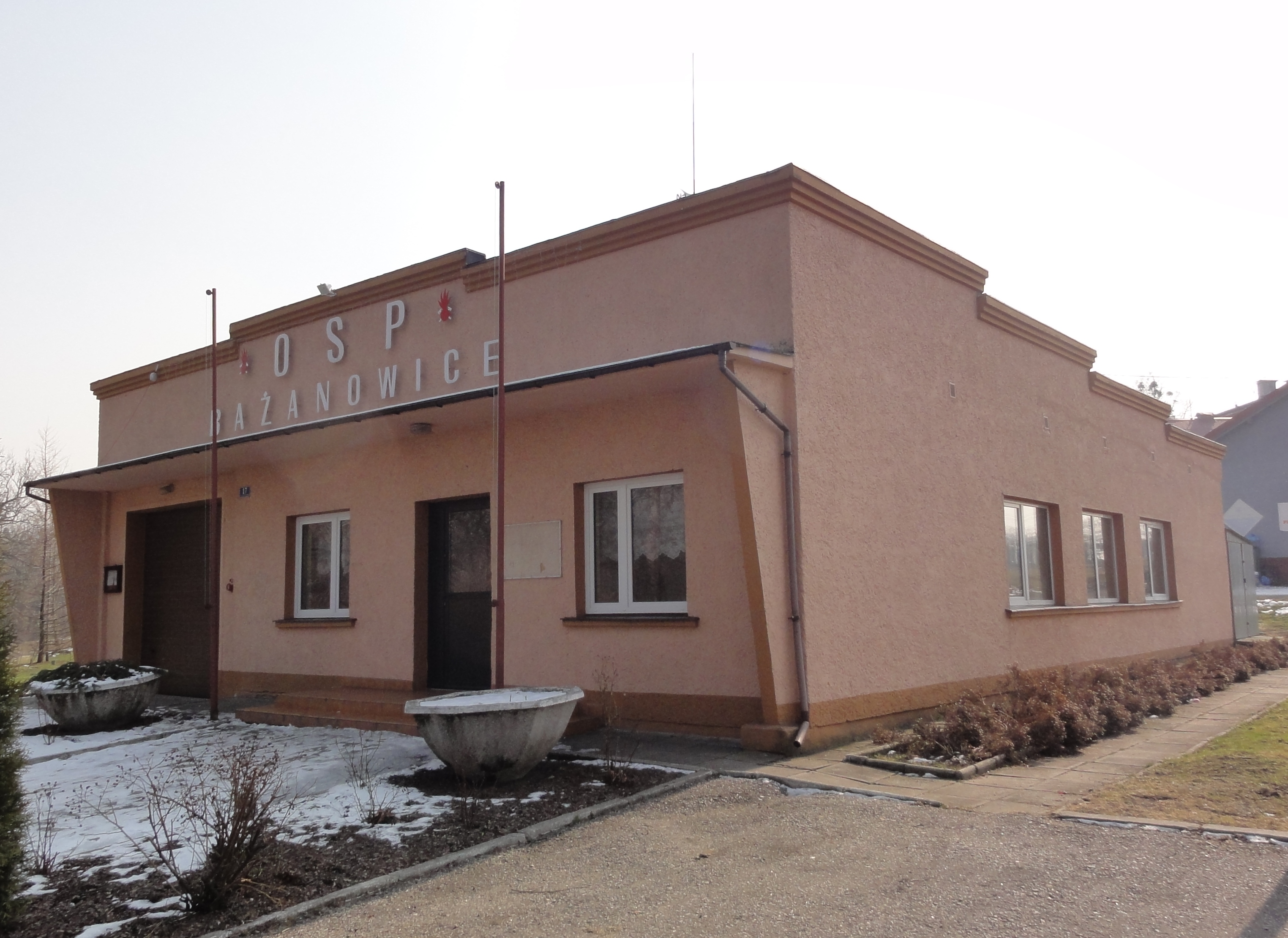
OSP Bażanowice